# Болонго, Ликула
Ликула Болонго (фр. Likulia Bolongo; род. 8 июля 1939, Басоко, Чопо) — государственный и политический деятель Демократической Республики Конго.

## Биография
Служил генералом в вооружённых силах Заира, также работал министром обороны и заместителем главы правительства в кабинете Леона Кенго. В 1985 году опубликовал книгу об уголовном праве Заира (ISBN 2275009566). Стал премьер-министром 9 апреля 1997 года после того, как президент Мобуту Сесе Секо, находившийся у власти с 1965 года, в третий раз уволил главу правительства Этьена Чисекеди. Являлся давним сторонником Мобуту Сесе Секо и происходил из того же района страны. Власть Мобуту Сесе Секо в это время уже распадалась, и попытки прийти к соглашению с повстанцами не увенчались успехом. Срок полномочий Ликулы Болонго истёк 16 мая 1997 года, когда к власти в Киншасе пришел Лоран-Дезире Кабила, а Мобуту Сесе Секо покинул страну. Ликула Болонго бежал в соседнюю Республику Конго. Стал последним премьер-министром Заира эпохи Мобуту Сесе Секо, и с тех пор этот пост не занимался.
По приглашению Лорана-Дезире Кабилы вернулся в Киншасу из изгнания во Франции в июле 1999 года. В августе был ненадолго арестован по обвинению в сотрудничестве с оппонентами Лоран-Дезире Кабилы. В сентябре 2000 года был назначен министром государственных предприятий. После убийства Лорана-Дезире Кабилы 16 января 2001 года его сын и преемник Жозеф Кабила сформировал новое правительство, а Ликула Болонго покинул кабинет.
По приглашению Германской торгово-промышленной палаты в Бонн в октябре 1998 года, где выступил с речью о прошлом, настоящем и будущем ДР Конго, что вызвало протесты конголезцев, проживающих в Западной Европе.